# 벤자민 (1997년)
벤자민(1997년 4월 1일 ~)은 대한민국의 가수다. 2019년 EP 《Closet》으로 데뷔했다.

## 방송
- 쇼미더머니 9 (2020) - Top36(29위)

## 음반
- Closet (2019)
- Primary Presents PAKTORY MIXTAPE Vol.5 (2020)
- Primary Presents PAKTORY MIXTAPE Vol.6 (2020)
- PAKTORY PLAYLIST 2020 (2021)
- happy end (2021)
- Gangster (2022)